# Chissey-en-Morvan
Chissey-en-Morvan és un municipi francès, situat al departament de Saona i Loira i a la regió de Borgonya - Franc Comtat. L'any 2007 tenia 300 habitants.

## Demografia

### Població
El 2007 la població de fet de Chissey-en-Morvan era de 300 persones. Hi havia 140 famílies, de les quals 48 eren unipersonals (32 homes vivint sols i 16 dones vivint soles), 48 parelles sense fills, 36 parelles amb fills i 8 famílies monoparentals amb fills.
La població ha evolucionat segons el següent gràfic:
Habitants censats

### Habitatges
El 2007 hi havia 275 habitatges, 141 eren l'habitatge principal de la família, 122 eren segones residències i 12 estaven desocupats. 270 eren cases i 3 eren apartaments. Dels 141 habitatges principals, 109 estaven ocupats pels seus propietaris, 16 estaven llogats i ocupats pels llogaters i 16 estaven cedits a títol gratuït; 8 tenien una cambra, 14 en tenien dues, 24 en tenien tres, 48 en tenien quatre i 47 en tenien cinc o més. 68 habitatges disposaven pel capbaix d'una plaça de pàrquing. A 76 habitatges hi havia un automòbil i a 48 n'hi havia dos o més.

### Piràmide de població
La piràmide de població per edats i sexe el 2009 era:
| Homes | Edats   | Dones |
| ----- | ------- | ----- |
| 4     | 95 o +  | 0     |
| 0     | 90 a 94 | 12    |
| 4     | 85 a 89 | 8     |
| 4     | 80 a 84 | 8     |
| 8     | 75 a 79 | 8     |
| 12    | 70 a 74 | 8     |
| 16    | 65 a 69 | 8     |
| 12    | 60 a 64 | 20    |
| 0     | 55 a 59 | 0     |
| 0     | 50 a 54 | 4     |
| 24    | 45 a 49 | 8     |
| 12    | 40 a 44 | 8     |
| 12    | 35 a 39 | 4     |
| 8     | 30 a 34 | 8     |
| 0     | 25 a 29 | 4     |
| 0     | 20 a 24 | 4     |
| 4     | 15 a 19 | 12    |
| 24    | 10 a 14 | 4     |
| 8     | 5 a 9   | 0     |
| 8     | 0 a 4   | 0     |

## Economia
El 2007 la població en edat de treballar era de 159 persones, 107 eren actives i 52 eren inactives. De les 107 persones actives 95 estaven ocupades (56 homes i 39 dones) i 12 estaven aturades (6 homes i 6 dones). De les 52 persones inactives 27 estaven jubilades, 4 estaven estudiant i 21 estaven classificades com a «altres inactius».

### Ingressos
El 2009 a Chissey-en-Morvan hi havia 150 unitats fiscals que integraven 329,5 persones, la mediana anual d'ingressos fiscals per persona era de 15.333 €.

### Activitats econòmiques
Dels 16 establiments que hi havia el 2007, 5 eren d'empreses de construcció, 3 d'empreses de comerç i reparació d'automòbils, 1 d'una empresa de transport, 2 d'empreses d'hostatgeria i restauració i 5 d'empreses de serveis.
Dels 7 establiments de servei als particulars que hi havia el 2009, 1 era una oficina de correu, 1 taller de reparació d'automòbils i de material agrícola, 3 paletes, 1 guixaire pintor i 1 empresa de construcció.
L'únic establiment comercial que hi havia el 2009 era una botiga de menys de 120 m².
L'any 2000 a Chissey-en-Morvan hi havia 23 explotacions agrícoles que ocupaven un total de 1.274 hectàrees.

## Equipaments sanitaris i escolars
El 2009 hi havia una escola elemental integrada dins d'un grup escolar amb les comunes properes formant una escola dispersa.

## Poblacions més properes
El següent diagrama mostra les poblacions més properes.